# Distretti congressuali della Carolina del Nord

Distretti congressuali della Carolina del Nord

Lo stato della Carolina del Nord è diviso in 14 distretti congressuali, ognuno rappresentato da un rappresentante alla Camera dei rappresentanti degli Stati Uniti.
I distretti sono attualmente rappresentati al 119º Congresso degli Stati Uniti d'America da 4 democratici e da 10 repubblicani.

## Distretti e rispettivi rappresentanti
| Distretto | Rappresentante   | Partito      | CPVI | In carica dal     | Mappa del distretto |
| --------- | ---------------- | ------------ | ---- | ----------------- | ------------------- |
| 1°        | Don Davis        | Democratico  | R+1  | 3 gennaio 2023    |                     |
| 2°        | Deborah Ross     | Democratico  | D+17 | 3 gennaio 2021    |                     |
| 3°        | Greg Murphy      | Repubblicano | R+10 | 17 settembre 2019 |                     |
| 4°        | Valerie Foushee  | Democratico  | D+23 | 3 gennaio 2023    |                     |
| 5°        | Virginia Foxx    | Repubblicano | R+9  | 3 gennaio 2005    |                     |
| 6°        | Addison McDowell | Repubblicano | R+9  | 3 gennaio 2025    |                     |
| 7°        | David Rouzer     | Repubblicano | R+7  | 3 gennaio 2015    |                     |
| 8°        | Mark Harris      | Repubblicano | R+10 | 3 gennaio 2025    |                     |
| 9°        | Richard Hudson   | Repubblicano | R+8  | 3 gennaio 2013    |                     |
| 10°       | Pat Harrigan     | Repubblicano | R+9  | 3 gennaio 2025    |                     |
| 11°       | Chuck Edwards    | Repubblicano | R+5  | 3 gennaio 2023    |                     |
| 12°       | Alma Adams       | Democratico  | D+24 | 4 novembre 2014   |                     |
| 13°       | Brad Knott       | Repubblicano | R+8  | 3 gennaio 2025    |                     |
| 14°       | Tim Moore        | Repubblicano | R+8  | 3 gennaio 2025    |                     |

## Cronologia delle configurazioni
Le tabelle riportano le mappe dei confini dei distretti congressuali dello stato della Carolina del Nord, presentati in maniera cronologica. Vengono mostrati tutti i cicli di modifica periodica dei distretti dal 1973 ad oggi.
| Anno      | Cartina dello stato | Focus su Charlotte |
| --------- | ------------------- | ------------------ |
| 1973–1983 |                     |                    |
| 1983–1993 |                     |                    |
| 1993–1999 |                     |                    |
| 1999–2001 |                     |                    |
| 2001–2003 |                     |                    |
| 2003–2013 |                     |                    |
| 2013–2017 |                     |                    |
| 2017–2021 |                     |                    |
| 2021–2023 |                     |                    |
| Dal 2023  |                     |                    |

## Distretti obsoleti
- Distretto congressuale at-large della Carolina del Nord